# TSG Litzmannstadt
TSG Litzmannstadt (celým názvem: Turn- und Sportgemeinschaft Litzmannstadt) byl německý sportovní klub, který sídlil ve městě Litzmannstadt. Založen byl v roce 1911 po fúzi klubů LTG Achilles a LTG Jahn. Po vytvoření Druhé Polské republiky byl název klubu poupraven na polský ŁTSG Łódź. V roce 1930 se stal účastníkem polské nejvyšší soutěže. V roce 1939 došlo k znovu opětovnému připojení města k Německu, s čímž přišla na řadu další změna názvu – tentokráte na TSG Litzmannstadt. Zanikl v roce 1945 po postupném ústupu německých vojsk z území města. Klubové barvy byly černá a bílá.
Největším úspěchem klubu byla jednoroční účast v polské nejvyšší soutěži.

## Historické názvy
Zdroj:
- 1911 – Lodzer STV (Lodzer Sport- und Turnverein)
- 1920 – ŁTSG Łódź (Łódzkie Towarzystwo Sportowo-Gimnastyczne Łódź)
- 1940 – TSG Litzmannstadt (Turn- und Sportgemeinschaft Litzmannstadt)
- 1945 – zánik

## Umístění v jednotlivých sezonách
Stručný přehled
Zdroj: 
- 1921–1929: Klasa A Łódzkiego OZPN
- 1930: Liga polska
- 1931–1934: Klasa A Łódzkiego OZPN
- 1935–1939: Liga okręgowa Łódzkiego OZPN
- 1940–1941: Gauliga Wartheland
- 1941–1942: Gauliga Wartheland – sk. 2

Jednotlivé ročníky
Zdroj: 
Legenda: Z - zápasy, V - výhry, R - remízy, P - porážky, VG - vstřelené góly, OG - obdržené góly, +/- - rozdíl skóre, B - body, červené podbarvení - sestup, zelené podbarvení - postup, fialové podbarvení - reorganizace, změna skupiny či soutěže
| Polsko (1921 – 1939)            |                              |        |                                                             |                                                             |                                                             |                                                             |                                                             |                                                             |                                                             |                                                             |                                             |
| Sezóny                          | Liga                         | Úroveň | Z                                                           | V                                                           | R                                                           | P                                                           | VG                                                          | OG                                                          | +/-                                                         | B                                                           | Pozice                                      |
| 1921                            | Klasa A Łódzkiego OZPN       | 2      | 9                                                           | ...                                                         | ...                                                         | ...                                                         | ...                                                         | ...                                                         | ...                                                         | ...                                                         | 3.                                          |
| 1922                            | Klasa A Łódzkiego OZPN       | 2      | 6                                                           | ...                                                         | ...                                                         | ...                                                         | 16                                                          | 3                                                           | +13                                                         | 7                                                           | 2.                                          |
| 1923                            | Klasa A Łódzkiego OZPN       | 2      | 8                                                           | ...                                                         | ...                                                         | ...                                                         | 16                                                          | 12                                                          | +4                                                          | 10                                                          | 2.                                          |
| 1924                            | Klasa A Łódzkiego OZPN       | 2      | 8                                                           | ...                                                         | ...                                                         | ...                                                         | 22                                                          | 8                                                           | +14                                                         | 12                                                          | 2.                                          |
| 1925                            | Klasa A Łódzkiego OZPN       | 2      | ...                                                         | ...                                                         | ...                                                         | ...                                                         | ...                                                         | ...                                                         | ...                                                         | ...                                                         |                                             |
| 1926                            | Klasa A Łódzkiego OZPN       | 2      | 10                                                          | ...                                                         | ...                                                         | ...                                                         | 26                                                          | 29                                                          | -3                                                          | 9                                                           | 3.                                          |
| 1927                            | Klasa A Łódzkiego OZPN       | 2      | 14                                                          | ...                                                         | ...                                                         | ...                                                         | ...                                                         | ...                                                         | ...                                                         | 18                                                          | 2.                                          |
| 1928                            | Klasa A Łódzkiego OZPN       | 2      | ...                                                         | ...                                                         | ...                                                         | ...                                                         | ...                                                         | ...                                                         | ...                                                         | ...                                                         | 1.                                          |
| 1929                            | Klasa A Łódzkiego OZPN       | 2      | ...                                                         | ...                                                         | ...                                                         | ...                                                         | ...                                                         | ...                                                         | ...                                                         | ...                                                         | 1.                                          |
| 1930                            | Liga polska                  | 1      | 22                                                          | ...                                                         | ...                                                         | ...                                                         | 25                                                          | 67                                                          | -42                                                         | 12                                                          | 12.                                         |
| 1931                            | Klasa A Łódzkiego OZPN       | 2      | 20                                                          | ...                                                         | ...                                                         | ...                                                         | 56                                                          | 17                                                          | +39                                                         | 29                                                          | 1.                                          |
| 1932                            | Klasa A Łódzkiego OZPN       | 2      | ...                                                         | ...                                                         | ...                                                         | ...                                                         | ...                                                         | ...                                                         | ...                                                         | ...                                                         | 1.                                          |
| 1933                            | Klasa A Łódzkiego OZPN       | 2      | ...                                                         | ...                                                         | ...                                                         | ...                                                         | ...                                                         | ...                                                         | ...                                                         | ...                                                         |                                             |
| 1934                            | Klasa A Łódzkiego OZPN       | 2      | ...                                                         | ...                                                         | ...                                                         | ...                                                         | ...                                                         | ...                                                         | ...                                                         | ...                                                         | 1.                                          |
| 1935                            | Liga okręgowa Łódzkiego OZPN | 2      | ...                                                         | ...                                                         | ...                                                         | ...                                                         | ...                                                         | ...                                                         | ...                                                         | ...                                                         |                                             |
| 1936                            | Liga okręgowa Łódzkiego OZPN | 2      | ...                                                         | ...                                                         | ...                                                         | ...                                                         | ...                                                         | ...                                                         | ...                                                         | ...                                                         | 1.                                          |
| 1936/37                         | Liga okręgowa Łódzkiego OZPN | 2      | ...                                                         | ...                                                         | ...                                                         | ...                                                         | ...                                                         | ...                                                         | ...                                                         | ...                                                         |                                             |
| 1937/38                         | Liga okręgowa Łódzkiego OZPN | 2      | ...                                                         | ...                                                         | ...                                                         | ...                                                         | ...                                                         | ...                                                         | ...                                                         | ...                                                         |                                             |
| 1938/39                         | Liga okręgowa Łódzkiego OZPN | 2      | 20                                                          | ...                                                         | ...                                                         | ...                                                         | ...                                                         | ...                                                         | ...                                                         | 26                                                          | 2.                                          |
| Velkoněmecká říše (1940 – 1942) |                              |        |                                                             |                                                             |                                                             |                                                             |                                                             |                                                             |                                                             |                                                             |                                             |
| Sezóny                          | Liga                         | Úroveň | Z                                                           | V                                                           | R                                                           | P                                                           | VG                                                          | OG                                                          | +/-                                                         | B                                                           | Pozice                                      |
| 1940/41                         | Gauliga Wartheland           | 1      | Finále (prohra 3:4 po prodl. s 1. FC Posen)                 | Finále (prohra 3:4 po prodl. s 1. FC Posen)                 | Finále (prohra 3:4 po prodl. s 1. FC Posen)                 | Finále (prohra 3:4 po prodl. s 1. FC Posen)                 | Finále (prohra 3:4 po prodl. s 1. FC Posen)                 | Finále (prohra 3:4 po prodl. s 1. FC Posen)                 | Finále (prohra 3:4 po prodl. s 1. FC Posen)                 | Finále (prohra 3:4 po prodl. s 1. FC Posen)                 | Finále (prohra 3:4 po prodl. s 1. FC Posen) |
| 1941/42                         | Gauliga Wartheland – sk. 2   | 1      | Klub se odhlásil v průběhu sezóny, výsledky byly anulovány. | Klub se odhlásil v průběhu sezóny, výsledky byly anulovány. | Klub se odhlásil v průběhu sezóny, výsledky byly anulovány. | Klub se odhlásil v průběhu sezóny, výsledky byly anulovány. | Klub se odhlásil v průběhu sezóny, výsledky byly anulovány. | Klub se odhlásil v průběhu sezóny, výsledky byly anulovány. | Klub se odhlásil v průběhu sezóny, výsledky byly anulovány. | Klub se odhlásil v průběhu sezóny, výsledky byly anulovány. | 6.                                          |